# لوکاس کوریا
لوکاس کوریا (انگلیسی: Lucas Correa؛ زادهٔ ۳ فوریهٔ ۱۹۸۴) بازیکن فوتبال اهل آرژانتین است.
از باشگاه‌هایی که در آن بازی کرده‌است می‌توان به باشگاه ورزشی لاتزیو، باشگاه فوتبال ویرتوس لانچانو، باشگاه فوتبال وارزه، باشگاه فوتبال آولینو، باشگاه فوتبال ارورا پرو پاتریا ۱۹۱۹، و باشگاه فوتبال روساریو سنترال اشاره کرد.
وی همچنین در تیم ملی فوتبال Argentina U17 بازی کرده‌است.